# Мениль-Сельер
Мени́ль-Селье́р (фр. Mesnil-Sellières) — коммуна во Франции, находится в регионе Шампань — Арденны. Департамент — Об. Входит в состав кантона Пине. Округ коммуны — Труа.
Код INSEE коммуны — 10239.
Коммуна расположена приблизительно в 150 км к юго-востоку от Парижа, в 70 км южнее Шалон-ан-Шампани, в 12 км к северо-востоку от Труа.

## Население
Население коммуны на 2008 год составляло 545 человек.
| 1962 | 1968 | 1975 | 1982 | 1990 | 1999 | 2008 |
| ---- | ---- | ---- | ---- | ---- | ---- | ---- |
| 273  | 280  | 282  | 325  | 370  | 377  | 545  |

## Экономика

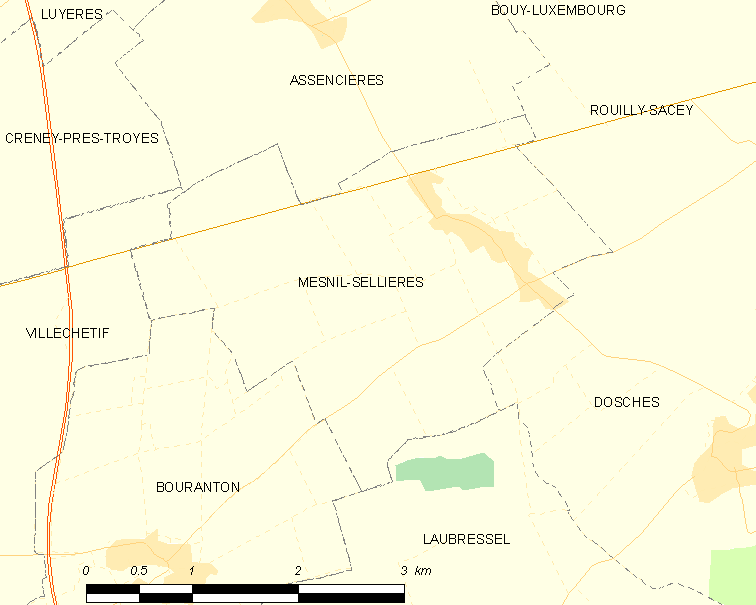
Карта коммуны

В 2007 году среди 319 человек в трудоспособном возрасте (15—64 лет) 264 были экономически активными, 55 — неактивными (показатель активности — 82,8 %, в 1999 году было 80,6 %). Из 264 активных работали 251 человек (133 мужчины и 118 женщин), безработных было 13 (2 мужчины и 11 женщин). Среди 55 неактивных 19 человек были учениками или студентами, 24 — пенсионерами, 12 были неактивными по другим причинам.